# 히쳄 사만디
히쳄 사만디(Hichem Samandi, 1986년 8월 13일 ~)는 튀니지의 사브르 펜싱 선수이다. 그는 2012년 하계 올림픽에서 남자 사브르 개인전에 출전하였으나, 64강전에서 베네수엘라의 에르난 한센에게 13-15로 패하며 탈락하였다.